# Tipula (Yamatotipula) solitaria
Tipula (Yamatotipula) solitaria is een tweevleugelige uit de familie langpootmuggen (Tipulidae). De soort komt voor in het Palearctisch gebied.